# Julian Völker
Julian Völker (* 30. März 1993) ist ein deutscher American-Football-Spieler auf der Position des Defensive Ends.

## Werdegang
„Wenn du damit meinst, was mein Motto ist, würde ich mit „hard work pays off“ oder „work hard – dream big“ antworten. Das sind zwei Sprüche, die mich immer verfolgt haben und mit denen ich mich identifizieren kann. Es gibt ja auch noch den Spruch „hard work beats talent, when talent doesn’t work hard“… aber was ist alles möglich, wenn Talent eines Tages auch noch hart arbeitet?“

Völker begann 2013 bei den Langenfeld Longhorns mit dem American Football. In seiner Rookie-Saison wurde er zunächst als Receiver und dann in der Defensive eingesetzt. Mit den Longhorns gewann er die 4. NRW-Liga und stieg in die Regionalliga West auf. 2014 bestritt er zwei Spiele in China für das Team der Hongkong Warhawks. In der Saison 2016 wurde er mit den Longhorns Regionalliga-West-Meister und schaffte anschließend den Aufstieg in die GFL2. Zur GFL-Saison 2017 wechselte Völker allerdings zu den New Yorker Lions nach Braunschweig. In seinen ersten beiden Jahren dort gewann er jeweils den Eurobowl. 2019 verhalf er den Lions mit 16 Tackles, einem Sack und zwei Pass-Break-ups zum Einzug in den German Bowl XLI, den die Braunschweiger gegen die Schwäbisch Hall Unicorns gewannen. Völker wäre 2020 erneut für die Lions aufgelaufen, doch musste die Saison aufgrund der Covid-19-Pandemie abgesagt werden.
Zur Premierensaison der European League of Football (ELF) wurde Völker von den Cologne Centurions verpflichtet. Er führte das Team als Kapitän in das Halbfinale, wo sie der Frankfurt Galaxy unterlagen. Zur Saison 2022 kehrte er nach Köln zurück. Nach Saisonende wurde er mit dem Centurion Award „für besondere Leistungen“ ausgezeichnet. In den zwei Jahren bei den Centurions verzeichnete er in 19 Spielen 39 Tackles, davon fünf Sacks, sowie eine Interception und zwei geblockte Kicks.
Am 9. Februar 2022 gab das Franchise Rhein Fire aus der European League of Football (ELF) die Verpflichtung Völkers bekannt.

## Saisonstatistiken
| Jahr                                      | Team               | Spiele                                | Starts                                | Tackles                               | Tackles                               | Tackles                               | Tackles                               | Tackles                               | Interceptions                         | Interceptions                         | Interceptions                         | Interceptions                         | Fumbles                               | Fumbles                               |
| Jahr                                      | Team               | Spiele                                | Starts                                | Solo                                  | Ast                                   | Total                                 | Avg                                   | Sacks                                 | Int                                   | Yds                                   | Avg                                   | TD                                    | FF                                    | FR                                    |
| ----------------------------------------- | ------------------ | ------------------------------------- | ------------------------------------- | ------------------------------------- | ------------------------------------- | ------------------------------------- | ------------------------------------- | ------------------------------------- | ------------------------------------- | ------------------------------------- | ------------------------------------- | ------------------------------------- | ------------------------------------- | ------------------------------------- |
| German Football League                    |                    |                                       |                                       |                                       |                                       |                                       |                                       |                                       |                                       |                                       |                                       |                                       |                                       |                                       |
| 2017                                      | New Yorker Lions   | 13                                    |                                       | 7                                     | 8                                     | 15                                    | 1,2                                   | 1                                     | 0                                     | 0                                     | 0                                     | 0                                     | 0                                     | 0                                     |
| 2018                                      | New Yorker Lions   | 15                                    |                                       | 15                                    | 10                                    | 25                                    | 1,7                                   | 2                                     | 0                                     | 0                                     | 0                                     | 0                                     | 0                                     | 1                                     |
| 2019                                      | New Yorker Lions   | 17                                    |                                       | 11                                    | 5                                     | 16                                    | 0,9                                   | 1                                     | 0                                     | 0                                     | 0                                     | 0                                     | 0                                     | 0                                     |
| 2020                                      | New Yorker Lions   | Saisonausfall wegen Covid-19-Pandemie | Saisonausfall wegen Covid-19-Pandemie | Saisonausfall wegen Covid-19-Pandemie | Saisonausfall wegen Covid-19-Pandemie | Saisonausfall wegen Covid-19-Pandemie | Saisonausfall wegen Covid-19-Pandemie | Saisonausfall wegen Covid-19-Pandemie | Saisonausfall wegen Covid-19-Pandemie | Saisonausfall wegen Covid-19-Pandemie | Saisonausfall wegen Covid-19-Pandemie | Saisonausfall wegen Covid-19-Pandemie | Saisonausfall wegen Covid-19-Pandemie | Saisonausfall wegen Covid-19-Pandemie |
| GFL Gesamt                                | GFL Gesamt         | 45                                    |                                       | 33                                    | 23                                    | 56                                    | 1,2                                   | 4                                     | 0                                     | 0                                     | 0                                     | 0                                     | 0                                     | 1                                     |
| Quelle: stats.gfl.info                    |                    |                                       |                                       |                                       |                                       |                                       |                                       |                                       |                                       |                                       |                                       |                                       |                                       |                                       |
| European League of Football               |                    |                                       |                                       |                                       |                                       |                                       |                                       |                                       |                                       |                                       |                                       |                                       |                                       |                                       |
| 2021                                      | Cologne Centurions | 7                                     | 7                                     | 14                                    | 2                                     | 17                                    | 2,4                                   | 4,5                                   | 0                                     | 0                                     | 0                                     | 0                                     | 0                                     | 0                                     |
| 2022                                      | Cologne Centurions | 12                                    | 12                                    | 12                                    | 10                                    | 22                                    | 1,8                                   | 0,5                                   | 1                                     | −25                                   | −25                                   | 0                                     | 1                                     | 1                                     |
| ELF Gesamt                                | ELF Gesamt         | 19                                    | 19                                    | 26                                    | 12                                    | 39                                    | 2,1                                   | 5,0                                   | 1                                     | −25                                   | 0                                     | 0                                     | 1                                     | 1                                     |
| Quellen: europeanleague.football, ELFdata |                    |                                       |                                       |                                       |                                       |                                       |                                       |                                       |                                       |                                       |                                       |                                       |                                       |                                       |

## Privates
Völker ist gelernter Industriekaufmann. Später schloss er ein Sportmanagement-Studium ab.